# Jelly Belly-Aramark/2004
Deze pagina geeft een overzicht van de wielerploeg Jelly Belly-Aramark in 2004.

## Renners
| Naam              | Geboortedatum | Nationaliteit    | Ploeg 2003                    |
| ----------------- | ------------- | ---------------- | ----------------------------- |
| Kirk Albers       | 06-02-1969    | Verenigde Staten | Jelly Belly-Carlsbad Clothing |
| Adam Bergman      | 30-08-1980    | Verenigde Staten | Jelly Belly-Carlsbad Clothing |
| Benjamin Brooks   | 21-03-1979    | Australië        | Jelly Belly-Carlsbad Clothing |
| Alex Candelario   | 26-02-1975    | Verenigde Staten | Prime Alliance                |
| Jonas Carney      | 03-02-1971    | Verenigde Staten | Prime Alliance                |
| Paul Ellis        | 19-05-1980    | Verenigde Staten | neoprof                       |
| Mariano Friedick  | 09-01-1975    | Verenigde Staten | Jelly Belly-Carlsbad Clothing |
| Ernesto Lechuga   | 29-04-1976    | Mexico           | neoprof                       |
| Caleb Manion      | 30-01-1981    | Australië        | Tenax                         |
| Doug Ollerenshaw  | 26-10-1979    | Verenigde Staten | neoprof                       |
| Jeremy Powers     | 02-06-1983    | Verenigde Staten | neoprof                       |
| Cory Steinbrecher | 14-04-1982    | Verenigde Staten | Jelly Belly-Carlsbad Clothing |

2000 · 2001 · 2002 · 2003 · 2004 · 2005 · 2006 · 2007 · 2008 · 2009 · 2010 · 2011 · 2012